# 以撒的结合
《以撒的结合》是一款由Edmund McMillen与Florian Himsl共同开发的Roguelike地牢冒险类独立游戏。发售时间为2011年，仅可以在Windows操作系统上游玩。在这之后，以撒的结合开发了针对Linux与Mac OS X系统的版本。《以撒的结合》标题和故事内容来源于圣经中亚伯拉罕燔祭以撒的情节。在游戏中，以撒的母亲在接收到来自上帝的启示后，决心要将以撒祭献给上帝。以撒为了逃命，躲进了充满了怪物的地下室中，在那里，以撒必须靠自己存活下来。在游戏中，玩家可以操控以撒、抹大拉或其余6个可以解锁的人物在程序自动生成的地牢中探险。这样的游戏方式和《塞尔达传说》相似，在与怪物战斗的同时收集道具并强化自身能力，最终打败当层地牢的Boss进入下一层，随着解锁的秘密增加，也有更多的线路与不同的结局供玩家选择。

## 游戏设计
以撒的结合是一款俯视视角地牢探索游戏，玩家操纵以撒或其他可以解锁的角色在游戏中一層層的随机生成的地牢中进行探索，不同的人物具有不同的初始血量，伤害力，移速，射速，彈速，射程以及幸运值和初始自帶道具。玩家通常以眼泪作为子弹攻击怪物，在获得一些特殊道具后，攻击方式可被受到改变（例如發射爆炸式嘔吐物或激光攻擊等等的）。游戏中同样可以使用炸弹破坏地图中的石头障礙物和打开隐藏房或者对怪物造成伤害以及殺死乞丐和破壞機器。游戏中被动道具是自动持有的，并不需要玩家手动使用。主动道具需要按空格鍵來使用，不同的主动道具需要不同的充能格数，充能格数在血量左上角显示。游戏中的被动道具可以無限疊加，但主动道具只可以携带1个。好的道具搭配可以使通关难度大幅度降低，将一些道具进行搭配可以产生和協作用。

以撒的结合游戏截图

当玩家进入到一个房间时，一般情况下，若房间中存在怪物，门就会关闭，直到房间中的怪物殺光（視作房間已清理）或者使用炸彈爆破（不被視作清理），门才会打开，並且將主動道具充能（但炸彈爆破不算數，因為房間未清理）。但打通了Boss房並进入下一个地牢后將不能返回上一个地牢楼层。游戏中存在金币，金币可以在商店里购买物品（商店是被锁着的，需要钥匙）或者給予乞丐，遊玩老虎機或賭博小遊戲。同时游戏中的道具能在宝箱房中获得，在商店里购买得到，從乞丐手中獲得，從boss房中擊敗boss獲得，在恶魔房交易得到或者從天使房獎勵获得。游戏中地牢的每一层设有Boss房，Boss房通关后便可进入下一层。在6-12层的地牢中，玩家將遇到妈妈的腿／妈妈的心(多次結局後則會永久替換爲"它還活著！")／以撒／撒旦/???（小蓝人）这些终极Boss，打败最後终极Boss意味着通关游戏一次。随着游戏通关次数的增加，游戏的剧情也会逐渐明朗。游戏中获得的道具和自身属性也可以在暂停菜单中看见。

## 情节梗概
以撒的结合的剧情粗略地改编自其同名的圣经故事。以撒原本与他的母亲开心地生活在一起，以撒在他的房间里玩着玩具画着画。一天他的母亲听到到了“来自天上的声音”。“祂”说，以撒是罪恶的，你必须清除他的罪恶从而救赎他。于是他的母亲夺走了以撒的玩具甚至是衣服。
来自天上的声音又一次召唤着以撒的母亲。“祂”说，以撒必须与有关恶魔的一切断绝关系。再一次，以撒被他的母亲强迫关在了他的房间里。此时来自天上的声音又传来，“祂”说以撒的母亲做的不错，不过以撒的罪恶仍未除去，“祂”要求以撒的母亲杀死以撒。以撒的母亲拿着菜刀，穿过客厅来到以撒的房间要杀了他。以撒见势不妙便找到并跳进了房间地板上的活板门。然后玩家会看到一张以撒的画作铺在桌子上，作为游戏开始界面。在游戏的加载点，会有各式各样的CG跳出，均是一些反映以撒不愉快的生活片段的画作。这个游戏总共有13个结局。

## 開發与发行
这个游戏是McMillen 和 Himsl在一个长达一周的游戏开发竞赛时想出来的结果。他们想开发一个类似于塞尔达传说的游戏，并通过这款游戏表现McMillen自己对于宗教的看法。McMillen回想起小时候与信仰天主教后皈依基督教的家人之间发生的冲突，于是给这款游戏添加了很多宗教元素。
以撒的结合这一游戏是紧随《超级肉食男孩》之后开发的。以撒的结合也同样耗费了McMillen大量的精力，McMillen也认为这种敏感题材的游戏可能是一次很大的冒险，但是在《超级肉食男孩》发布后工作室已经保证了财政充足，工作室有能力进行一场创新。他们现在只用思考如何打造一个有内涵的游戏，McMillen也不期望游戏能够十分畅销。
游戏的所有地图都是随机的。随机地图会依据200个既有样式创造10~20个房间，然后再房间内填充怪物，道具以及其他的一些东西。然后添加一些固定的房间，如交易房，宝箱房，保证玩家每一层都可以找到这些房间。游戏发展中，地牢的规模也会扩大（如同塞尔达传说一样）。为了鼓励玩家们与Boss战斗，McMillen 在每一层的Boss房通关后添加了玩家必定会得到道具与生命的设定（与塞尔达传说吻合）。当一局游戏结束后，玩家通常会认为游戏时间略长，所以作者设计了其他的可选角色让玩家使用。
这一款游戏在2011年九月登陆了steam。尽管这款游戏并没有大张旗鼓的推广，然而这款游戏的销量出奇的好。在2012年的五月二十九日，作者又推出了新的DLC「羔羊之怒」，但这之后因为受到Flash平台的限制，无法继续制作新的拓展。为了这款游戏能够在3DS上游玩，从2012年开始，作者与任天堂合作完成3DS版本。然而后来Nintendo取消了与作者的合作，理由是这款游戏的宗教的主题实在是有相当大的争议。

### 以撒的结合：重生
2014年，McMillen与Nicalis公司合作重制了这款游戏，新的版本取名为《以撒的结合：重生》（The Binding of Isaac: Rebirth）。这款游戏突破了Flash平台的限制，实现了McMillen制作最初版本时的一些其他设想，并大幅提高了画质水準。并且也使这款游戏能发行在PC平台以外的游戏平台。截至2017年，这款游戏已经在大多数主流游戏平台上（PS4，Vita，Xbox One，任天堂Switch，Wii U，任天堂3DS）登陆。

### 以撒的结合：忏悔
2021年3月31日，McMillen与Nicalis公司开发了以撒结合的最新DLC《忏悔》。此DLC添加了大量的角色、道具、地图、音乐等。目前《以撒的结合：忏悔》已拥有多达34个角色以及众多道具。

### 其他游戏
目前，Edmund McMillen正在和James Id合作制作游戏The Legend of Bum-bo，这款游戏将作为以撒的结合的前传，预计这款游戏将于2018年上半年发行。